# Rodrigo Gómez (calciatore 1994)
Rodrigo Gómez Dutra (Rivera, 19 luglio 1994) è un ex calciatore uruguaiano, di ruolo attaccante.

## Caratteristiche tecniche
È una centravanti.

## Carriera
Cresciuto nel settore giovanile della Juventud, ha esordito in prima squadra il 19 agosto 2017 disputando l'incontro di Primera División Profesional perso 3-0 contro il Nacional.